# Timonius oxyphyllus
Timonius oxyphyllus är en måreväxtart som beskrevs av Michel Gandoger. Timonius oxyphyllus ingår i släktet Timonius och familjen måreväxter. Inga underarter finns listade i Catalogue of Life.